# Untash-Napirisha

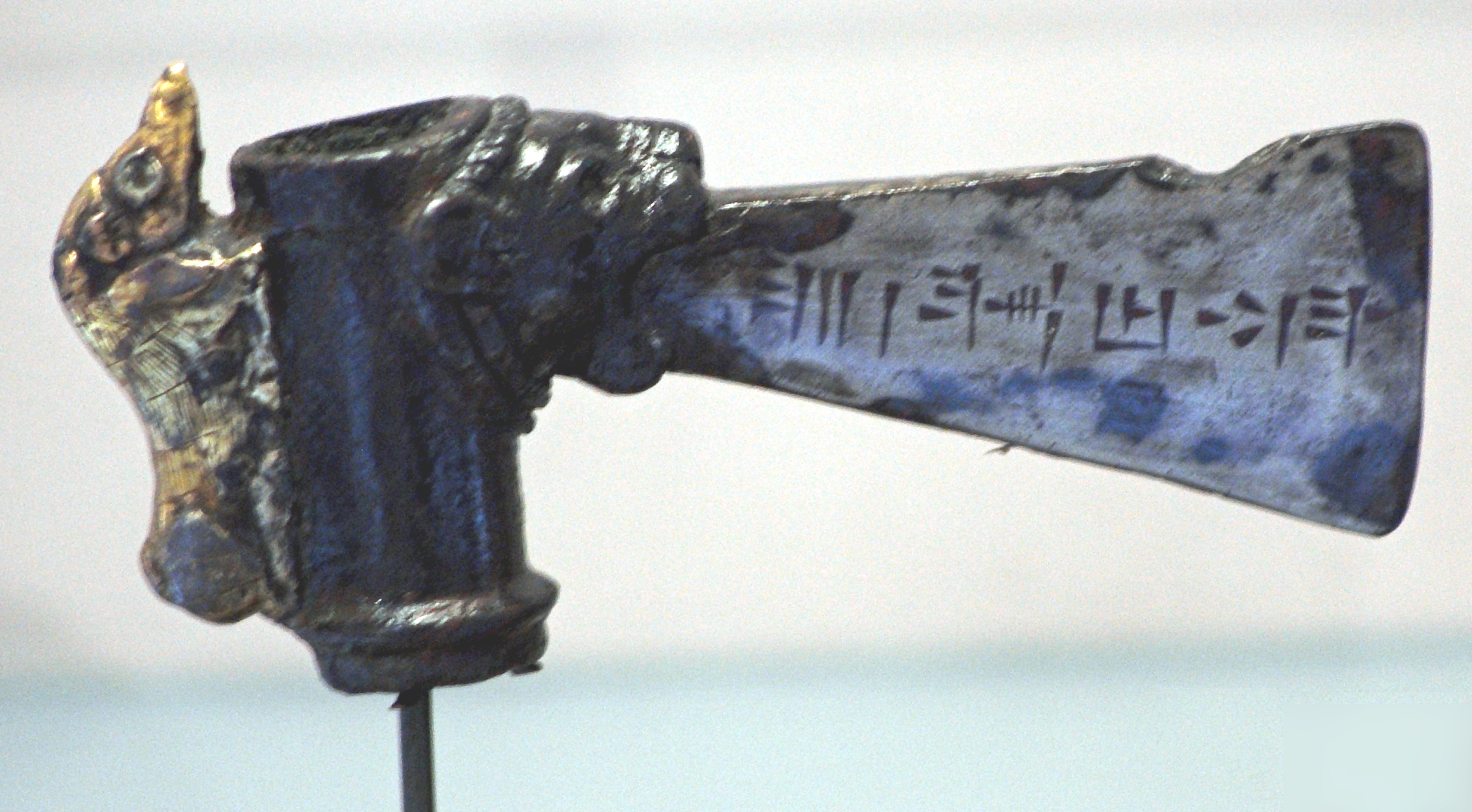
Hache portant une inscription au nom d'Untash-Napirisha.

Untash-Napirisha est un roi élamite de la dynastie dite des Igehalkides. Il a régné environ de 1345 à 1305 av. J.-C. Son nom était autrefois lu Untash-Gal.
Son règne n'est pas bien connu du point de vue politique. Il semble qu'il soit resté en de bons termes avec le royaume voisin de Babylone, alors dirigé par la dynastie kassite, avec laquelle les rois élamites d'alors procèdent à des alliances matrimoniales.
Untash-Napirisha est avant tout célèbre pour avoir édifié la cité de Dur-Untash-Napirisha (Chogha Zanbil), en Susiane, sans doute destinée à être un lieu de culte où étaient vénérés les principaux dieux du royaume élamite, en premier lieu Napirisha et Inshushinak, à qui était dédié le sanctuaire principal de la cité. Le règne de ce souverain est aussi marqué par de nombreuses réalisations artistiques, dont la statue en bronze de la reine Napir-asu, aujourd'hui acéphale, qui se trouve au musée du Louvre. L'œuvre d'Untash-Napirisha ne survit cependant pas à son initiateur, puisque sa ville perd de l'importance après sa mort.